# Jubail
Jubail (Arabisch: الجبيل , Al Jubayl) is een stad aan de Perzische Golf in Saoedi-Arabië, op ongeveer 380 km van Riyad in vogelvlucht. Tot 1975 was het een kleine vissershaven. Toen besloot de regering van Saoedi-Arabië om in Jubail en Yanbu aan de Rode Zee nieuwe industriegebieden in te planten. Ten noorden van de oude stad ontstond een nieuwe moderne industriestad, Madinat al-Jubail as-Sinaiyah (Jubail Industrial City). Volgens de volkstelling van 2004 had Jubail 222.544 inwoners.
Jubail groeide zo uit tot de belangrijkste industriestad in het Midden-Oosten, met een moderne haven en een ongeveer 8.000 hectare groot industriegebied, waarin naast de petrochemie ook andere zware industrie (ijzer en staal, kunstmest) en andere fabrieken zijn gelegen.  Het overgrote deel van de installaties wordt beheerd door de Saudi Basic Industries Corporation (SABIC) of een van haar talrijke dochtermaatschappijen.
Vanaf 2004 is begonnen met de aanleg van Jubail Industrial City 2, een megaproject dat in 2022 zou gereed zijn, 20 vierkante kilometer omvat en ongeveer 14 miljard Saoedi-Arabische riyal zou kosten.
Het uitbreidingsproject omvat het "Sadara"-project, een joint venture tussen Dow Chemical en Saudi Aramco voor de bouw van 26 chemische fabrieken. Dit is een van de grootste petrochemische projecten uit de geschiedenis.
In de buurt van Jubail is een zeemachtbasis, King Abdul Aziz Naval Base, die ook een landingsbaan heeft. Er is nog een plaatselijk vliegveld, Jubail Airport, met een landingsbaan van 4200 meter, dat echter nog niet voor internationale vluchten wordt gebruikt. De meest nabije internationale luchthaven is King Fahad International Airport nabij Dammam.